# Colo Colo (Lupaca)
Colo Colo é um sítio arqueológico do Peru localizado no distrito de Patambuco, no departamento de Puno. 

## Localização
Está localizado a meia hora da cidade de Patambuco. A uma altura de aproximada de 3000 metros acima do nível do mar, não muito longe do rio Patambuco. 

## Descrição
É formado por complexo habitacional e por antigas tumbas pré-incaicas da Cultura Lupaca, de diferentes formas e tamanhos, alguns chullpas foram construídas em lajes assentadas com argamassa em grandes bases de pedra. As estruturas das moradias estão localizadas perto das margens do rio. Foram construídas com blocos de pedra unidas a argamassa de argila; em direção ao oeste, na encosta da colina observa-se uma maior concentração de chullpas, formando terraços apoiados por muros de contenção. 
Com as portas voltadas para o leste, em algumas o reboco exterior de argila é pintado em vermelho. Os quartos têm um plano quadrangular, com mojinetes que determinam que tinham um telhado de duas águas, com paredes divisórias internas que se juntam aos dois mojinetes, com uma porta interna para se comunicar entre os dois ambientes, dentro desses alojamentos existem presença de prateleiras formadas por pedras a partir da parede. 
Algumas chullpas de forma circular com câmara e revestimento externo, de forma cilíndrica com abóbada falsa, outras apenas com cobertura, qyue deveriam ser depositos de alimentos. 